# Брайант, Пришес
Пришес Брайант (англ. Precious Bryant), в девичестве Пришес Басси (англ. Precious Bussey); 4 января 1942, Уэйверли-Холл округ Толбот, Джорджия, США — 12 января 2013, Колумбус, Джорджия, США) — американская блюзовая и фолк-певица, гитаристка и банджоистка, представительница пидмонт-блюза. Номинант Blues Music Awards в номинациях «Исполнительница традиционного блюза» (1987, 2004, 2006), «Альбом акустического блюза» (2003), «Лучший дебют» (2003). Называется «величайшей блюзвумен Джорджии».

## Биография
Пришес Басси родилась в округе Толбот (Джорджия) в 1942 году в семье фермеров-издольщиков. С детства пела вместе со своим сёстрами в местной баптистской церкви; они были известны как The Bussey Sisters . Она научилась играть на гитаре благодаря отцу и дяде, известному регионально блюзмену Джорджу Генри Басси; он же подарил ей гитару Silvertone и научил приёму боттлнек. С девяти лет Пришес уже аккомпанировала на гитаре сёстрам. После 11 класса бросила школу и начала выступления везде, где могла. Она исполняла акустический кантри-блюз по всему родному штату более 30 лет в самых разных местах: от баптистской церкви до фолк-фестивалей, клубов и концертных залов . Затем она вышла замуж, и 11 лет прожила в Джунипере, выступая лишь на улицах . Впервые была записана  в 1967 году фольклористом Джорджем Митчеллом, который назвал её «Музыкальным сокровищем Джорджии». Три песни из этой сессии были выпущены на 7-дюймовом виниле Fat Possum Records под названием George Mitchell Collection, vol. 37. . 
В 1983 году она согласилась выступить на фестивале Chattahoochee Folk Festival, где имела ошеломительный успехи вскоре обрела поклонников как на местном, так и на общенациональном уровне. Без единой записи в 1987 году была номинирована на звание лучшей исполнительницы традиционного блюза Blues Music Awards. Потом у ней подрос сын, Тони, который также стал музыкантом, c 1990-х аккомпанируя своей матери на басу . В 1995 году Пришес Брайант познакомилась с Тимом Даффи и начала сотрудничать с фондом Music Maker Relief Foundation, который помог ей организовать национальные и мировые туры и концерты, в частности она выступала в Лугано. 
Лишь в 2002 году, в 60-летнем возрасте она выпустила свой дебютный, полностью акустический альбом Fool Me Good, который был номинирован на премии «Альбом акустического блюза» и «Лучший дебют». Также он получил награду Французской академии музыки за лучшую блюзовую запись года . В 2004 году вышел ещё один альбом певицы The Truth, о котором Роберт Кристгау отозвался как  «Гитара Брайант ловка, но не более того: то, через что она доносит музыку, — это непринужденная прямота ее пения и непритязательный диапазон лирики…Эффектный ли этот приносящий удовольствие альбом — определённо нет. Это бы только испортило альбом, для какой бы цели это не было сделано» . PopMatters поставил альбому 8 баллов . В 2006 году вышел ещё один альбом, заключительный в дискографии. Песню Пришес Брайант «Morning Train» можно услышать в фильме Стон чёрной змеи (2006).
В 2012 году вышел альбом Gran'mas I've Never Had, на одной стороне которой была запись песен Пришес Брайант, на второй — Алджии Мэй Хинтон. Гостем альбома выступил Тадж Махал.
12 января 2013 года Пришес Брайант умерла от осложнений диабета и сердечной недостаточности.

## Дискография
- Fool Me Good (2002) – Terminus
- The Truth (2004) – Terminus
- My Name Is Precious (2005) – Music Maker [11]